# Чайда
Чайда — посёлок в Пировском районе Красноярского края. Административный центр и единственный населённый пункт Чайдинского сельсовета. 

## География
Посёлок находится на железнодорожной ветке Ачинск — Лесосибирск, на расстоянии примерно 39 км (по прямой) к юго-западу от села Пировское, административного центра района .

### Климат
Климат резко континентальный. Самый теплый месяц — июль, со средней температурой +17,8 °С, с абсолютным максимумом +34,6 °С. Самый холодный месяц — январь: средняя температура составляет −20,1 °С, абсолютный минимум −52,5 °С.

## История
Посёлок основан в начале 1960-х годов при строительстве железнодорожной ветки Ачинск — Лесосибирск. В 1989 году выделен из Кетского сельсовета в самостоятельное муниципальное образование.

## Население
| 2010 | 2012 | 2013 | 2014 | 2015 | 2016 | 2017 |
| ---- | ---- | ---- | ---- | ---- | ---- | ---- |
| 213  | ↘190 | ↘166 | ↘158 | ↗164 | ↘150 | ↘139 |

### Национальный состав
Согласно результатам переписи 2002 года, в национальной структуре населения русские составляли 83 % из 319 чел.